# Дальше действовать будем мы
«Дальше действовать будем мы» — пісня гурту «Кино» з альбому "Группа крови", записана 1986 року та випущена 1988 року. Є однією з перших записаних пісень, які згодом увійшли у «Группу крови». 
Ранні версії пісні увійшли до дипломних кіноробіт: «Конец каникул» (1986) режисера Сергія Лисенка, та короткометражки «Йя-хха» (1986) режисера Рашида Нугманова (який в 1988 році зніме «Голку»).

## У записі брали участь
у фільмі «Кінець канікул»
- Віктор Цой — вокал, гітара;
- Юрій Каспарян — гитара, пісдпіви;
- Олександр Тітов — бас-гитара;
- Георгій Гур'янов — барабани, підспіви;

запис студії «Яншива» (1986)
альбом «Группа Крови»
- Віктор Цой — вокал, гітара,
- Георгій Гур'янов — програмування драм-машини Yamaha RX-11, бас-гітара, бек-вокал
- Юрій Каспарян — гітара, бек-вокал
- Андрій Сігле — клавішні
- Ігор Веричев — шуми
- Ігор Тихомиров — бас-гітара
- Олексій Вишня — звукорежисер

## Прем'єра пісні
Перша прем'єра пісні відбулася 1 червня 1986 року на IV фестивалі ленінградського рок-клуба.
Збереглася стаття про цей фестивальний виступ, в журналі Роксі:
|  | Неудачное выступление „Кино“ всё ещё остаётся для меня загадкой. В чём-то это можно объяснить тем, что на первых полутора вещах в зале горел свет, и Виктору это сломало настрой. В чём-то тем, что Виктор позволил себе сломаться. В чём-то усталостью публики от "Зоопарка“, „Игр“, „АукцЫона“. Сидящие в зале понимали, что всё идёт так, всё идёт как надо, и ничего не могли с собой поделать. „Кино“, всегда бравшее зал эмоциональным настроем прорванной энергетической плотины, к середине концерта этот напор потеряло, будто воды за стенкой дамбы не хватило. Чёрт его знает, что произошло, но приз за лучшие тексты Цой получил совершенно заслуженно. Да и музыкально — очень здорово. Такое впечатление, что Цой, пройдя через разные заморочки, снова вернулся к простоте и душевности "Сорока пяти“, только на более высоком уровне. |